# Hrabstwo Kay

Piramida wieku mieszkańców hrabstwa Kay

Kay – hrabstwo w stanie Oklahoma w USA. Założone w 1909 roku. Populacja liczy 48 080 mieszkańców (stan według spisu z 2000 roku).
Powierzchnia hrabstwa to 2448 km² (w tym 69 km² stanowią wody). Gęstość zaludnienia wynosi 20 osoby/km².
Hrabstwo to początkowo nazywane było hrabstwem K.

## Miasta
- Blackwell
- Braman
- Kaw City
- Kildare
- Newkirk
- Nardin (CDP)
- Ponca City
- Tonkawa